# سامانتا فریس
سامانتا فریس (انگلیسی: Samantha Ferris؛ زاده ۲ نوامبر ۱۹۶۸) بازیگر اهل کانادا است. وی از سال ۱۹۹۶ میلادی تاکنون مشغول فعالیت بوده‌است.
از فیلم‌ها یا برنامه‌های تلویزیونی که وی در آن نقش داشته است می‌توان به ۴۴۰۰ و کارآگاه خوش‌خوراک اشاره کرد.